# Kuzey Güney
Kuzey Güney è una serial televisivo turco trasmessa dal 7 settembre 2011 al 26 giugno 2013 su Kanal D.

## Trama
Kuzey e Guney sono due fratelli completamente diversi. Da una parte, Kuzey di 17 anni (Kivanç Tatlitug), un ragazzo impulsivo e ribelle, ma in fondo dall'animo nobile e gentile. Dall'altro Güney, il fratello maggiore, più maturo e ambizioso e dedito allo studio. Nonostante le loro differenze, i due fratelli si amano molto, ma questo cambia quando appare Cemre, la nuova vicina.
Kuzey decide di dichiarare il proprio amore per la ragazza, ma verrà anticipato da Guney che riesce a conquistarla per primo. Nessuno al di fuori del migliore amico Ali, sa qualcosa dei sentimenti di Kuzey per Cemre.
A causa di questo, litiga con il padre e va ad ubriacarsi e al ritorno a casa è Guney a guidare la macchina e investe un uomo, che muore sul colpo mentre stava litigando con Kuzey. Spaventati, scappano. La polizia ben presto però riesce a rintracciare l'auto, che arriva a casa loro, ma Kuzey sentendosi in colpa decide di prendersi la responsabilità e di entrare in prigione al posto di Guney.
Uscito di prigione 4 anni dopo cerca di cambiare la sua vita, ma i tormenti e le lotte contro Ferahat, il suo più grande nemico, conosciuto in prigione, non gli danno pace. Cercherà di farsi una vita e di ripartire da capo, ma l'amore per Cemre lo tormenta.

## Interpreti e personaggi
| Attore/Attrice     | Personaggi          | Episodio |
| ------------------ | ------------------- | -------- |
| Kıvanç Tatlıtuğ    | Kuzey Tekinoğlu     | 1- 80    |
| Buğra Gülsoy       | Güney Tekinoğlu     | 1- 80    |
| Öykü Karayel       | Cemre Çayak         | 1-80     |
| Bade İşçil         | Banu Sinaner        | 1-80     |
| Merve Boluğur      | Zeynep Çiçek        | 11- 80   |
| Zerrin Tekindor    | Gülten Çayak        | 1-80     |
| Rıza Kocaoğlu      | Ali Güntan          | 1-40     |
| Mustafa Avkıran    | Sami Tekinoğlu      | 1- 80    |
| Semra Dinçer       | Handan Tekinoğlu    | 1- 80    |
| Ünal Silver        | Atilla Sinaner      | 1-11     |
| Çağdaş Onur Öztürk | Barış Hakmen        | 1- 80    |
| Gökşen Ateş        | Venüs Tezerel       | 1- 80    |
| Turgay Kantürk     | Ferhat Nezih Coşkun | 1-47     |
| Hazar Ergüçlü      | Simay Canay         | 1- 80    |
| Hale Soygazi       | Ebru Sinaner        | 11-80    |
| Serhat Teoman      | Burak Çatalcalı     | 34-80    |
| Kaan Taşaner       | Komiser Şeref       | 41-80    |

## Episodi
| Stagione         | Episodi | Prima TV Turchia | Prima TV Italia |
| ---------------- | ------- | ---------------- | --------------- |
| Prima stagione   | 40      | 2011-2012        | inedita         |
| Seconda stagione | 40      | 2012-2013        | inedita         |

## Distribuzioni internazionali
| Paese                | Canale/i           | Prima TV         |
| -------------------- | ------------------ | ---------------- |
| Kazakistan           | Channel 31         | settembre 2012   |
| Serbia               | RTV Pink           | 2 settembre 2012 |
| Albania              | TV Klan            | settembre 2012   |
| Montenegro           | Pink M             | settembre 2012   |
| Emirati Arabi Uniti  | Dubai One, Mix One | gennaio 2013     |
| Arabia Saudita       | Dubai One, Mix One | gennaio 2013     |
| Egitto               | Dubai One, Mix One | gennaio 2013     |
| Siria                | Dubai One, Mix One | gennaio 2013     |
| Marocco              | Dubai One, Mix One | gennaio 2013     |
| Tunisia              | Dubai One, Mix One | gennaio 2013     |
| Libano               | Dubai One, Mix One | gennaio 2013     |
| Qatar                | Dubai One, Mix One | gennaio 2013     |
| Iraq                 | Dubai One, Mix One | gennaio 2013     |
| Lega araba           | Dubai One, Mix One | gennaio 2013     |
| Croazia              | RTL Televizija     | 23 marzo 2013    |
| Bosnia ed Erzegovina | TV1                | 22 aprile 2013   |
| Bulgaria             | bTV                | 14 gennaio 2013  |
| Pakistan             | Urdu 1             | 30 novembre 2013 |
| Iran                 | GEM TV/River HD    | 30 agosto 2013   |
| Cile                 | Canal 13           | 5 gennaio 2015   |